# Стрела-2

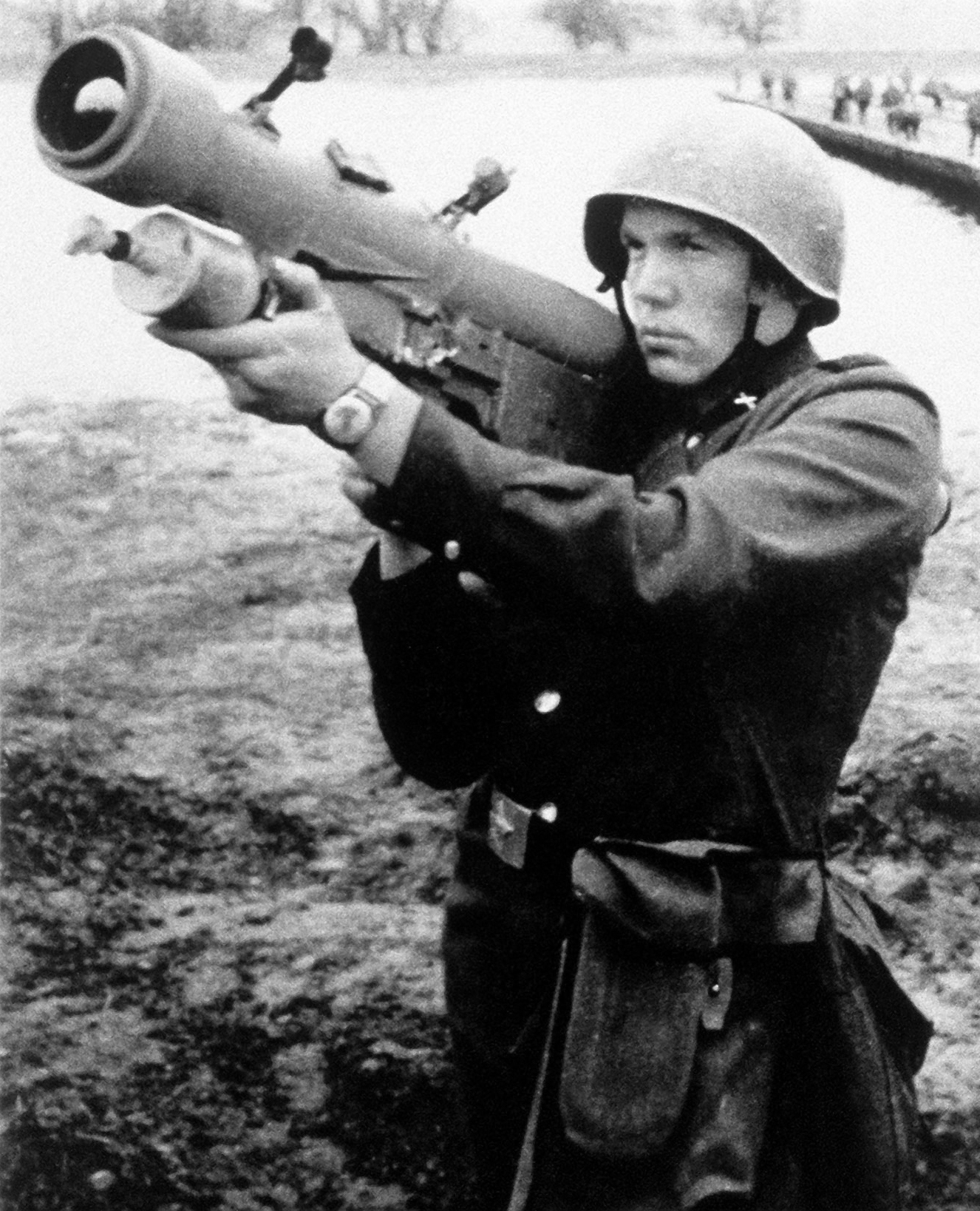
Военнослужащий СА при наведении ПЗРК «Стрела-2» на цель.

«Стрела-2» (индекс ГРАУ — 9К32, по классификации МО США и НАТО SA-7 Grail («Грааль»)) — советский переносной зенитно-ракетный комплекс, принятый на вооружение ВС СССР в 1968 году.

## Назначение
Предназначен для поражения воздушных целей на средних, малых высотах, а также низколетящих. Боевой пуск производится с плеча, а также боевых и транспортных машин. Состоит из зенитной управляемой ракеты c тепловой головкой самонаведения в пусковой трубе, одноразового источника питания и многоразового пускового механизма. В походном положении переносится на плечевом ремне за спиной стрелка-зенитчика.
Комплексы «Стрела-2М» также имелись на подводных лодках ВМФ России.

## Предыстория

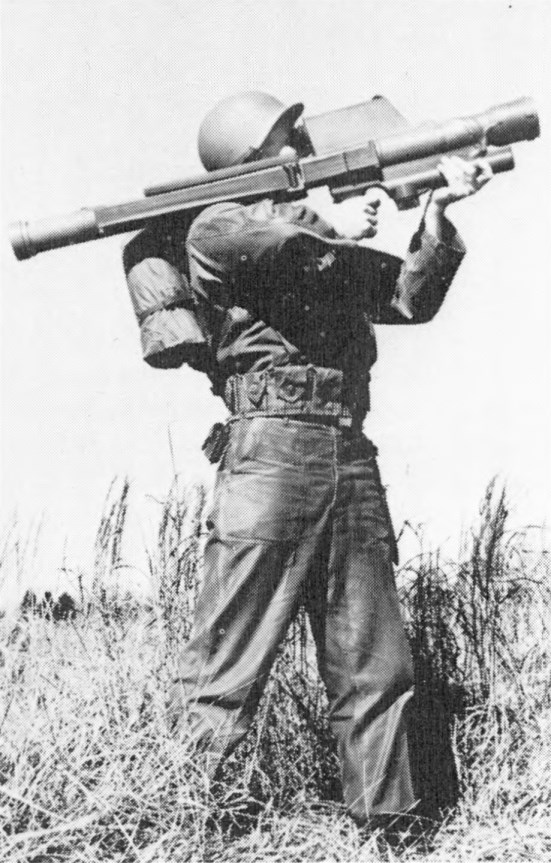
Американский ПЗРК на момент начала работ над «Стрелой-2». Характерное расширение у дульного среза пусковой трубы было предназначено для размещения там встроенной антенны радиолокационного запросчика, что в дальнейшем было скопировано и реализовано во всех советских ПЗРК, хотя в самих США от такого варианта конструкции отказались

В 1955 году калифорнийская компания «Конвэр» (подразделение корпорации «Дженерал дайнемикс») в инициативном порядке разработала концепт принципиально новой разновидности зенитного управляемого ракетного оружия, предназначенной для запуска с плеча, достаточно лёгкой и компактной для ношения и применения одним военнослужащим. Поскольку ничего подобного в арсенале ВС США не существовало, представители «Конвэр», отвечавшие за перспективные разработки, сами сформулировали перед своим инженерно-техническим составом тактико-техническое задание и поставили конкретные задачи по его реализации. Вскоре готовый функциональный габаритный макет изделия был представлен армейским чинам из Управления ракетных войск Армии США (УРВ). В 1957 году по инициативе УРВ был объявлен конкурс среди компаний военной промышленности по разработке переносного зенитного ракетного комплекса, свои аванпроекты на который, помимо «Конвэр», представили ещё несколько ракетостроительных компаний. По итогам конкурса образец «Конвэр» был признан победителем среди прототипов других компаний-участниц конкурса. В 1958 году начались первые испытательные пуски ракет, получивших название «Редай». В середине ноября 1958 года состоялась первая презентация «Редай» для международной прессы в числе прочих образцов передового пехотного тактического и оперативно-тактического ракетного вооружения.
Представленными вниманию прессы образцами вооружения заинтересовались в Советском Союзе, заодно решив создать собственный «ответ» новому американскому оружию. Органы советской военно-технической разведки в США получили указание добыть информацию о новом образце американского вооружения. Эта задача ими была успешно выполнена. Работы по созданию ПЗРК «Стрела-2» были начаты по постановлению Совета Министров СССР № 94Б-398 от 25 августа 1960 года. Роль головной организации по разработке комплекса была отведена конструкторскому бюро СКБ ГКОТ (главный конструктор — Б. И. Шавырин). На основе добытых разведкой технических данных с применением методов обратной инженерии (для восполнения пробелов в некоторой отсутствующей технической документации) начались работы по созданию советского аналога комплекса «Редай» (впоследствии, когда американские военные во Вьетнаме столкнулись со «Стрелами», Департамент армии США официально признал идентичность двух ракет). Поскольку полная информация об американском комплексе у разработчиков «Стрелы» отсутствовала, по поводу выбора рабочего материала для светочувствительной матрицы приёмника головки самонаведения ракеты ставились эксперименты, в качестве потенциально возможных рассматривались и прорабатывались варианты нескольких неохлаждаемых фотодиодных матриц: германиевая (Ge), кремниевая (Si) и твердокристаллические кремниево-германиевая (GeSi), сернисто-кадмиевая (CdS), селенисто-кадмиевая (CdSe), селенисто-свинцовая (PbSe), и другие варианты. После длительных экспериментов с полупроводниковыми материалами, выбор остановился на твердокристалических соединениях на основе халькогенидов свинца, — наиболее удовлетворяющей требованиям была признана галенитовая (PbS) матрица c иммерсионной линзой, сначала из титаната стронция, а затем из фианита.

## Хронология проекта
С 1960 года начата разработка ПЗРК. В 1967 году создан комплекс «Стрела-2», Постановлением правительства № 16-5 от 10 января 1968 года ПЗРК «Стрела-2» был принят на вооружение. В соответствии с Постановлением Совета Министров № 688-254 от 2 сентября 1968 г. начата разработка комплексов «Стрела-2М» и «Стрела-3». В 1970 году создан «Стрела-2М».

## Задействованные структуры

### Разработка
В разработке ПЗРК участвовали следующие структуры:
- Общее руководство — Б. И. Шавырин (до 9 октября 1965), после его смерти главным конструктором стал С. П. Непобедимый.
- Головная организация — Специальное конструкторское бюро Государственного комитета по оборонной технике (СКБ ГКОТ), с 1966 г. учреждение получило новое название — Конструкторское бюро машиностроения Министерства общего машиностроения (КБМ МОМ);
- Разработка тепловой головки самонаведения — ОКБ-357 (позже вошло в состав ЛОМО) совместно с Государственным оптическим институтом. Гл. конструктор тепловой ГСН — О. А. Артамонов, общее руководство работами — В. Э. Пиккель[8];
- Разработка оптической трёхспектральной головки самонаведения — ЦКБ-589. Гл. конструктор оптической ГСН — В. А. Хрусталёв[9];
- Разработка твёрдого ракетного топлива — НИИ-125[10];
- НИОКР — НИИ-801, НИИ-6, НИИ-24 и другие научно-исследовательские и опытно-конструкторские учреждения.

### Производство
СССР →  Россия
Серийное производство изделий 9К32, боевых и учебных средств комплекса в СССР было налажено на Ковровском механическом заводе им. В. А. Дегтярёва. Головки самонаведения выпускало Ленинградское оптико-механическое объединение (ЛОМО), твёрдое ракетное топливо производилось Заводом им. Морозова.
 СР Румыния →  Румыния
В Социалистической Республике Румыния лицензионное производство румынской модификации (CA-94) велось на Куджирском механическом заводе.
 Украина
В советское время элементы комплекса выпускались киевским заводом «Арсенал». После распада СССР, Центральное конструкторское бюро (ЦКБ) «Арсенал» в Киеве разработало собственный модернизированный вариант ПЗРК «Стрела-2М» — «Стрела-2ММ», выпуск которого осуществляется на производственных мощностях завода «Арсенал», там же осуществляется регламентное обслуживание и ремонт комплексов. Производство ГСН для усовершенствованной головной части ОГС 36-45 налажено Научно-производственным комплексом «Прогресс». НПО «Павлоградский химический завод» производит твёрдое ракетное топливо собственной разработки для снаряжения ракетных двигателей.
 Китай
В годы Вьетнамской войны китайской стороне через связанных с ней южновьетнамских партизан удалось заполучить в своё распоряжение ПЗРК «Стрела-2». Китайские научно-исследовательские структуры тщательно исследовали советский комплекс и методом обратной инженерии подготовили на него производственную документацию, в результате китайской промышленностью производилась нелицензионная копия под названием «Хунъин-5».
 Египет
Египетской промышленностью по документам предоставленным советской стороной выпускался ПЗРК «Сакр» (часть материалов для производства поставлялась из СССР).

## Модификации

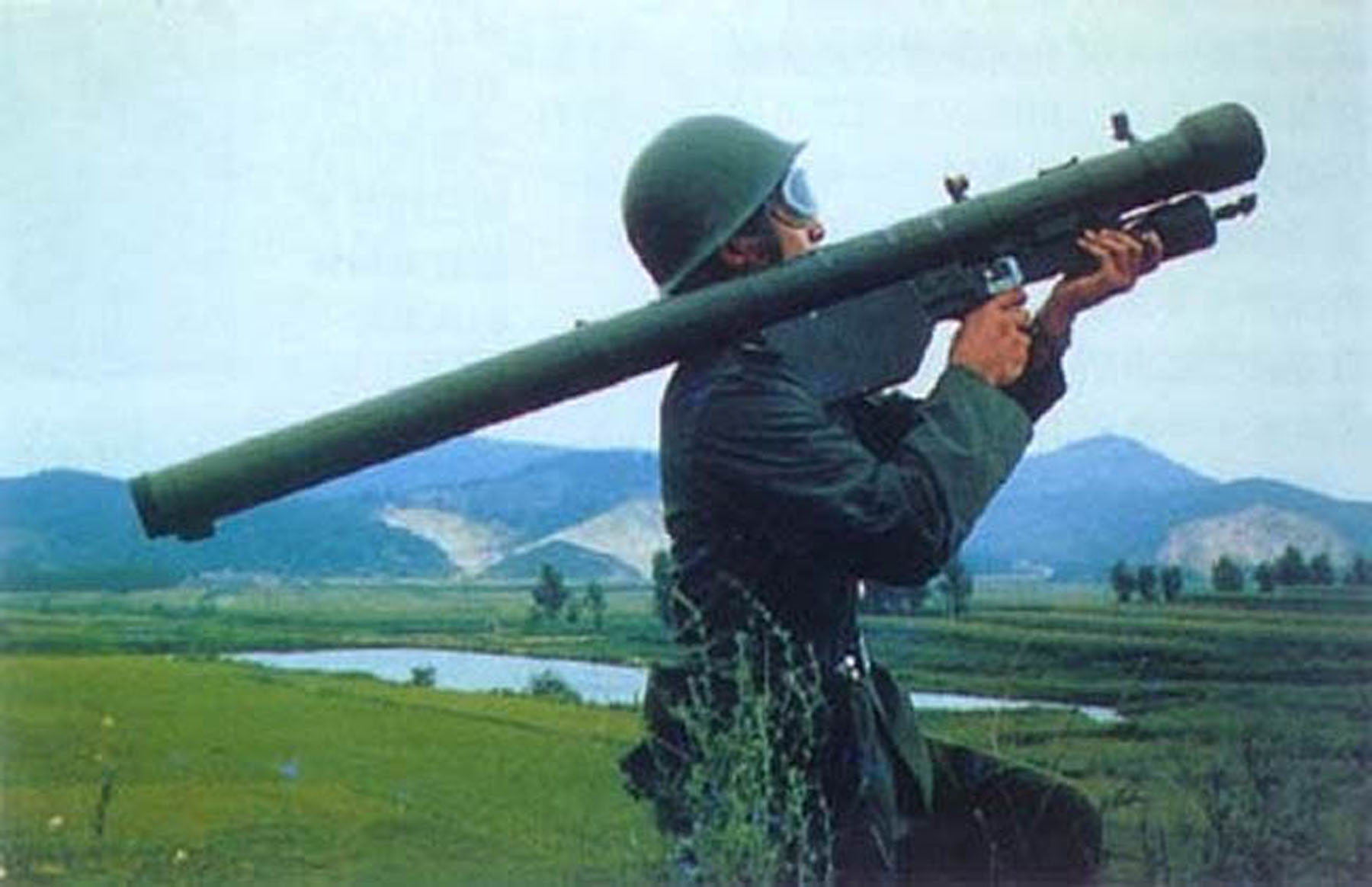
Вьетнамский солдат использует ПЗРК «Стрела-2М»

9К32М «Стрела-2М» (код НАТО — SA-7B Grail) — модернизированный вариант ПЗРК «Стрела-2», принятый на вооружение ВС СССР в 1970 году. Боевое применение комплекса «Стрела-2» выявило его недостаточную эффективность. Многие повреждённые самолёты возвращались на свои базы и вновь вводились в строй после непродолжительного ремонта. Это происходило потому, что ракеты попадали в хвостовую часть самолёта, в которой находилось мало жизненно важных систем и агрегатов, а мощность боевой части ЗУР была недостаточна для создания большей зоны разрушений конструкции цели.
В соответствии с постановлением Правительства от 2 сентября 1968 года была проведена модернизация комплекса «Стрела-2». Новый комплекс получил обозначение «Стрела-2М» (9К32М). Он предназначен для поражения низколетящих целей на догонных и встречных курсах в условиях визуальной видимости. Комплекс позволяет также производить пуски ракет по маневрирующим и неподвижным воздушным целям.
Основной вид пусков — пуски на догонных курсах по всем видам самолётов и вертолётов, летящим со скоростями до 950 км/ч. Пуски на встречных курсах ведутся только по вертолётам и винтомоторным самолётам, летящим со скоростями до 550 км/ч.
Испытания модернизированного ПЗРК, проводились с октября 1969 года по февраль 1970 года на Донгузском полигоне под руководством комиссии, возглавляемой Н. М. Орловым.
Комплекс «Стрела-2М» был принят на вооружение Советской армии в 1970 году, по состоянию на 2019 год комплекс эксплуатируется более чем в 60 странах мира.
На западе комплекс получил обозначение SA-7B «Grail».

## Тактико-технические характеристики

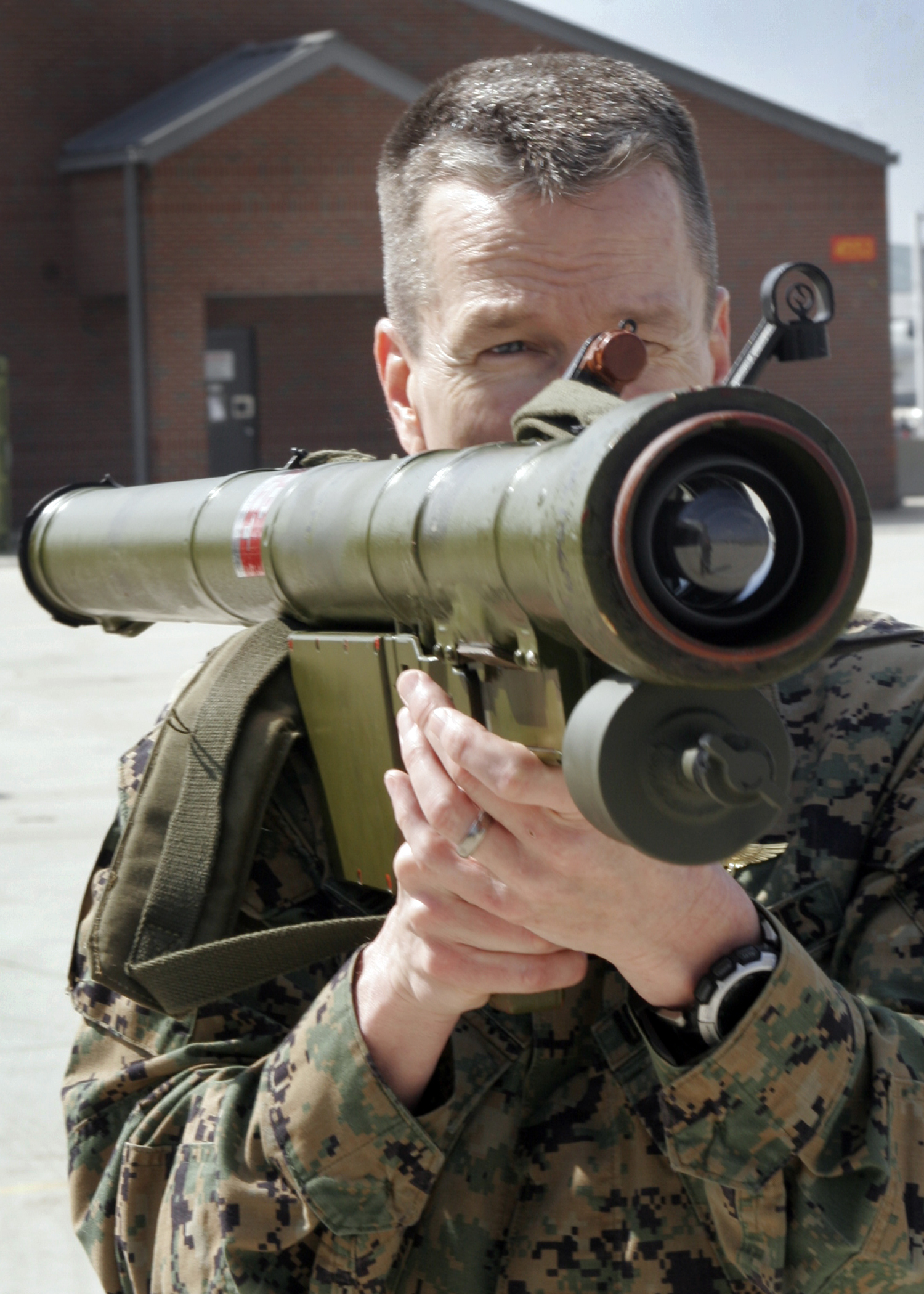
Наведение «Стрелы-2М» осуществляет полковник КМП США. Различим прозрачный обтекатель ГСН ракеты. Marine Corps Air Station Cherry Point, 2012.

| Характеристика/комплекс                     | 9К32 Стрела-2 | 9К32М Стрела-2М |
| ------------------------------------------- | ------------- | --------------- |
| Дальность поражения целей, м                | 3400          | 800-4200        |
| Высота поражения целей, м                   | 50-1500       | 50-2300         |
| Максимальная скорость ракеты, м/с           | 430           | 500             |
| Максимальная скорость поражаемых целей, м/с | вдогон 220    | вдогон 260      |
| Максимальная скорость поражаемых целей, м/с | навстречу 100 | навстречу 150   |
| Ракета                                      | 9М32          | 9М32М           |
| Калибр ракеты, мм                           | 72            | 72              |
| Длина ракеты, мм                            | 1443          | 1440            |
| Стартовая масса ракеты, кг                  | 9,15          | 9,8             |
| Масса комплекса в боевом положении, кг      | 14,5          | 15              |
| Масса боевой части, кг                      | 1,17          | 1,17            |
| Время подготовки к пуску ракеты, с          | 10            | 10              |
| Время самоликвидации, с                     | 11-14         | 14-17           |

## Операторы
- Алжир — 1000 поставлено из СССР в 1982 году, боеспособность сомнительна[15][16]
- Ангола — 1000 поставлено из СССР в 1975 году, боеспособность сомнительна[15][17]
- Болгария — 7000 поставлено из СССР и собрано по лицензии с 1970 по 1985 годы, боеспособность сомнительна[15][17]
- Ботсвана — 100 поставлено из СССР в 1981 году, боеспособность сомнительна[15][17]
- Буркина-Фасо — небольшое количество поставлено из СССР, боеспособность сомнительна[15][16]
- Гана — некоторое количество на вооружении, по состоянию на 2023 год, боеспособность сомнительна[15]
- Грузия — некоторое количество унаследовано от СССР, боеспособность сомнительна[15]
- ДР Конго — 10 поставлено, боеспособность сомнительна[15][16]
- Кабо-Верде — небольшое количество на вооружении, по состоянию на 2023 год, боеспособность сомнительна[15]
- Куба — 1000 поставлено из СССР в 1977 году, боеспособность сомнительна[15][17]
- Эквадор — некоторое количество на вооружении, по состоянию на 2023 год, боеспособность сомнительна[15]
- Египет — 10000 поставлено из СССР и собрано по лицензии с 1969 по 1974 годы, в сухопутных войсках не числятся, только в ВМФ, боеспособность сомнительна[15][17]
- Эритрея — 100 поставлено из Сирии Фронту освобожде́ния Эритре́и, некоторое количество захвачено у Эфиопии во время Эфиопо-Эритрейской войны, 50 продано в Сомали, боеспособность сомнительна[15]
- Эфиопия — 1500 поставлено из СССР с 1977 по 1982 годы, некоторое количество захвачено Эритреей во время Эфиопо-Эритрейской войны, боеспособность сомнительна[15][17]

### Бывшие операторы
- Афганистан — 150 поставлено из Египта в 1982 году, списаны либо использованы, либо уничтожены, на вооружении не числятся[17][15]
- Азербайджан — некоторое количество унаследовано от СССР, списаны[15]
- Армения — некоторое количество унаследовано от СССР, списаны[15]
- Бенин  — некоторое количество поставлено из СССР, списаны[15][16]
- Бурунди — некоторое количество поставлено из СССР, 104 уничтожено в 2008 году[16]
- Камбоджа — 233 поставлено из СССР в 1981 году, списаны[15][17]
- Сальвадор — некоторое количество поставлено из СССР, списаны[15][16]
- Чад — 8 поставлено из СССР, списаны[15]
- Чехословакия — 8000 поставлено из СССР и собрано по лицензии в Чехословакии с 1970 по 1987 годы, перешли к образовавшимся после распада государствам
  -  Чехия — Часть унаследована Чехией, боеспособность сомнительна, с вооружения сняты, возможно используются как учебные или на хранении[15][17]

## Боевое применение

### Война на Истощение
Боевой дебют ПЗРК состоялся в ходе арабо-израильского конфликта.
- Первым в истории сбитым летательным аппаратом из переносных зенитно-ракетных комплексов стал израильский штурмовик A-4 «Скайхок» (б/н 02, 102-я эскадрилья ВВС Израиля), сбитый 19 августа 1969 года западнее города Суэц пуском ПЗРК «Стрела-2» египетского зенитчика рядового Али Хамза Зафез Ханура. Израильский пилот, командир эскадрильи майор Нассир Эзер Ашкенази катапультировался, получив травму ног над контролируемой египтянами территорией, и был взят в плен. Потеряв командира эскадрильи, израильтяне начали операцию по его спасению, которая закончилась неудачно — огнём зенитной артиллерии были повреждены ещё один «Скайхок» и вертолёт ПСС Bell-205[18];
- В августе 1969 года за один день[когда?]

 десятью ракетами ПЗРК было сбито 6 израильских самолётов[19];
- 15 октября 1969 года во время налёта на Рас Зафрана пуском ПЗРК «Стрела-2» был подбит израильский истребитель-бомбардировщик Super Mystere B.2. Пилот лейтенант Хаггаи Израэль смог вернуться на аэродром[18].
- 18 мая 1970 года советским постом произведён пуск ПЗРК «Стрела-2» по гражданскому самолёту Ан-24, поражён двигатель, экипаж выполнил посадку[20]

### Вторая Индокитайская война
На завершающем этапе Вьетнамской войны и гражданской войны в Лаосе имели место многократные случаи обстрела американских вертолётов и тихоходных самолётов партизанами НФОЮВ и Патет Лао, а также солдатами армии Северного Вьетнама. По свидетельствам уцелевших американских вертолётчиков, «Стрела» имела довольно высокую скорость полёта и оставляла за собой отчётливо видимый с воздуха протяжённый след белого дыма, демаскировавший огневую позицию.
Северовьетнамские военные и южновьетнамские партизаны с 1972 года произвели 589 пусков ПЗРК «Стрела-2», сбив 204 американских и южновьетнамских летательных аппарата (самолётов и вертолётов); по другим данным, было достигнуто 204 попадания, причём не каждое попадание приводило к сбитию. Как отмечал американский исследователь Антони Тамбини, служивший во Вьетнаме авиамехаником, если в начале войны расход ракет вьетнамцами составлял в среднем пять пусков ЗУР на одно попадание, то к концу войны почти каждый пуск давал попадание. Также он отмечал попадания из «Стрел» по целям на высоте 4000 метров.
Особенно низкую живучесть против попаданий ПЗРК «Стрела-2» показали боевые вертолёты AH-1 Cobra, на 25 пусков «стрел» пришлось 18 сбитых «Кобр».
Согласно американским источникам, за три последних месяца 1974 года 23% от количества пусков привели к потере летательных аппаратов ВВС Южного Вьетнама (количество попаданий составляло 33%). В последующие три месяца было зафиксировано 25 пусков ПЗРК, причём 18 из них попали в цель, из 18 только 4 подбитых летательных аппарата смогли вернуться на аэродром (т.е. эффективность выросла до 56%).
Некоторое количество ПЗРК «Стрела-2» было захвачено трофеями. При форсировании реки Ми Чань в июне 1972 года южновьетнамская морская пехота захватила и уничтожила несколько «Стрел».
14 марта 1975 года армия Северного Вьетнама сбила из ПЗРК «Стрела-2» южновьетнамский гражданский самолёт авиакомпании Air Vietnam, погибло 26 человек.

### Война за независимость Гвинеи-Бисау
ПЗРК «Стрела-2» довольно эффективно использовались ПАИГК в антиколониальной войне. Известные случаи применения ПЗРК «Стрела-2»:
- 25 марта 1973 года в районе Гуиледже был сбит португальский истребитель Fiat G.91R/4 (б/н 5413) 121-й эскадрильи, пилот катапультировался и был эвакуирован[29].
- 28 марта 1973 года в районе Бое был сбит португальский истребитель Fiat G.91R/4 (б/н 5419) 121-й эскадрильи, пилот погиб[29].
- 6 апреля 1973 года были сбиты сразу 3 самолёта — 1 Do-27-A1 (б/н 3470) эскадрильи BA12 ВВС Португалии был сбит на участке Самоджи-Талико, ещё 1 Do-27-A1 (б/н 3333) BA12 был сбит в районе гарнизона Гуидаж, экипаж погиб и 1 T-6G Texan BA12 был сбит в районе Батур, пилот Роландо Матовани[30] погиб[29].
- 4 октября 1973 года был сбит португальский истребитель Fiat G.91R/4 121-й эскадрильи, пилот Альберто Круз катапультировался. Командование сначала заявило потерю из за механической поломки, позже сам пилот уточнил что получил попадание из ПЗРК[31].
- 31 января 1974 года в районе Канкуэлифа был сбит португальский истребитель Fiat G.91R/4 (б/н 5437) 121-й эскадрильи. Пилот катапультировался и добрался до своего гарнизона[29].
- Также известно что из «стрел» были сбиты один или два португальских вертолёта Alouette III[32].

По оценкам португальцев в ходе войны было совершено 45 или 48 пусков «стрел», на основе этих оценок португальцы пришли в выводу, что в эффективность применения ПАИГК ПЗРК «Стрела-2» составила 12-16%.

### Война Судного дня
ПЗРК «Стрела-2» очень активно использовался  в ходе боевых действий Египта и Сирии против Израиля с октября 1973 по весну 1974 годов.
У Египта и Сирии имелось на вооружении 1245 пусковых установок ПЗРК «Стрела-2» и 7033 ракеты к ним.
В ходе основной фазы войны Судного дня ПВО Египта и Сирии с помощью ПЗРК «Стрела-2» поразили несколько десятков израильских самолётов и вертолётов. По арабским данным, в 23 случаях это привело к потере летательных аппаратов. По данным WSEG с помощью «стрел» было сбито от 3 до 6 штурмовиков A-4 Skyhawk и ещё 27 повреждено, также был повреждён один истребитель F-4E. 24 октября над позициями третьей армии Египта был сбит израильский вертолёт CH-53 Sea Stallion (б/н 949), весь экипаж 24 человека был убит. Для сбития вероятно использовался комплекс «Стрела-2».
Израильтяне в ходе войны насчитали почти 12000 пусков из ПЗРК «Стрела-2» (при этом у арабов имелось лишь чуть более 7000 таких ракет). ПВО Сирии в ходе войны совершили 159 пусков ПЗРК и по собственным данным сбили 18 израильских летательных аппаратов. У египтян эффективность ПЗРК была несколько ниже, если по арабским данным сирийцы тратили 8,8 ракет на 1 сбитую цель, у египтян это число составляло 15 ракет.
Бои за гору Хермон
В ходе послевоенных столкновений на горе Хермон сирийцы задействовали до 21 пускового устройства в составе 7 отделений ПЗРК «Стрела-2».
8 апреля 1974 года над сирийской горой Хермон, из ПЗРК был сбит израильский сверхзвуковой истребитель F-4E (б/н 320, 69-я аэ). Пилот Амир Рафаэли и оператор Ифтах Шадми катапультировались над Ливаном и были взяты в плен ливанскими солдатами.

### Конфликт в Северной Ирландии
По сообщениям западной прессы, ПЗРК «Стрела-2» предположительно поступал в ограниченном количестве по нелегальным каналам на вооружение боевых подразделений Временной Ирландской республиканской армии в первой половине 1970-х гг. Данные сообщения не имели документального подтверждения, тем не менее, в курс подготовки пилотов Королевских ВВС включили противоракетные манёвры, отстрел тепловых ловушек и другие мероприятия защиты от ракетного обстрела при полётах над территорией Северной Ирландии.

### Война в Дофаре
Фронт освобождения Дофара использовал такие ПЗРК против иранской и британской авиации. Бойцам освобождения Дофара с помощью ПЗРК «Стрела-2М» удалось сбить несколько самолётов и вертолётов:
- 19 августа 1975 года лёгкий штурмовик BAC.167 Mk.82 «Strikemaster» (б/н 406) 1-й эскадрильи ВВС Султаната Оман был сбит над горным районом Дофар. Британский пилот капитан Роджер Фарлонг катапультировался и был спасён[42].
- 29 сентября 1975 года лёгкий штурмовик BAC.167 Mk.82 «Strikemaster» (б/н 419) 1-й эскадрильи ВВС Султаната Оман был уничтожен «стрелой» над Оманом. Британский пилот Робин Рассел сумел довести самолёт до аэродрома Манстон, но из за тяжёлых повреждений самолёт был списан[42].
- 31 октября 1975 года вертолёт AB.205A (б/н 713) 3-й эскадрильи ВВС Султаната Оман был сбит в районе пещер Ширшити. Все три члена экипажа: британцы Джон Хизкот, Роджер Бойс и оманский лётчик погибли. Ещё один вертолёт AB.205 был повреждён близким разрывом БЧ «стрелы»[42].
- 31 октября 1975 года штурмовик Hunter FR Mk.10 (б/н 852) 6-й эскадрильи ВВС Султаната Оман был сбит над Оманом. Британский пилот майор Робин Рентон катапультировался[42].
- 17 ноября 1975 года штурмовик Hunter FR Mk.10 (б/н 854) 6-й эскадрильи ВВС Султаната Оман был уничтожен «стрелой» над Джаадхибом. Иорданский пилот Мохаммед Фарадж[43] сумел довести самолёт до аэродрома, но из за тяжёлых повреждений самолёт был списан[44].
- 24 ноября 1976 года иранский самолёт-разведчик RF-4E «Фантом» (с/н 74-1726) 11-й эскадрильи был сбит после вторжения в воздушное пространство Южного Йемена во время фотографирования Омано-Йеменской границы. Пилот майор Дариуш Джалали попал в плен, оператор старший лейтенант Якуб Асефи погиб[42].

Также произошла одна предположительная победа - с 8 на 9 марта 1975 над Оманом был сбит иранский вертолёт AB.206 (в боевом варианте), по одним источникам он был сбит из ПЗРК, по другим с помощью стрелкового оружия. В руки противника ПЗРК попали впервые 24 февраля 1976, лишь после того когда с их помощью были нанесены значительные потери авиации.
По британским подсчётам за время войны было совершено примерно 23 пуска ПЗРК «Стрела-2». Т.е. примерно каждый четвёртый пуск приводил к уничтожению цели.

### Война в Южной Родезии
Применялись против ВВС Родезии и для терактов. Боевики ЗИПРА и ЗАНЛА сбили с помощью ПЗРК «Стрела-2» пять самолётов, включая два штурмовика AL.60 Trojan, один бомбардировщик Canberra B.2 и два пассажирских лайнера «Вайкаунт» (в результате сбития авиалайнеров погибло около 100 гражданских лиц).

### Война в Западной Сахаре
ПЗРК «Стрела-2» стал основным средством защиты ПОЛИСАРИО от налётов марокканской авиации. С помощью «Стрел» было сбито больше 10 самолётов, включая не менее пяти F-5 и не менее двух Mirage F1.

### Кампучийско-вьетнамский конфликт
После окончания войны вьетнамцы использовали ПЗРК «Стрела-2М» в пограничном конфликте с Таиландом, сбив несколько самолётов противника. Известные случаи применения ПЗРК:
- 8 апреля 1983 года вьетнамцами в районе Тайско-Кампучийской границы был сбит штурмовик A-37B (б/н 21113) 211-й эскадрильи 21-го крыла Королевских Тайских ВВС. Оба члена экипажа погибли.
- 8 января 1985 года вьетнамцы разгромили лагерь красных кхмеров Ампил и догоняя его остатки вторглись на территорию Таиланда. Поднявшийся в воздух штурмовик A-37B (б/н 21114) 211-й аэ 21-го крыла Королевских Тайских ВВС попытался атаковать нарушителей но был ими сбит, один лётчик погиб, другой был спасён.
- 4 марта 1987 года вьетнамцы подбили «стрелой» сверхзвуковой истребитель F-5E (с/н 79-1686) 403-й аэ 4-го крыла Королевских Тайских ВВС, который попытался их атаковать на Таиландско-Кампучийской границе. Пилот Сурасак Бунпремпри сумел дотянуть до аэродрома Убон и успешно совершить посадку. (ремонтопригодность самолёта неизвестна, известно лишь что пилот далее использовал другой самолёт)
- 4 февраля 1988 года тот же тайский пилот Сурасак Бунпремпри попытался атаковать вьетнамцев на территории Лаоса. Однако его истребитель F-5E (с/н 79-1694) 403-й аэ 4-го крыла Королевских Тайских ВВС был опять подбит «стрелой». В этот раз Бунпремпри не смог долететь до аэродрома, катапультировался и был спасён своими силами.
- 13 февраля 1988 года вьетнамцы подбили «стрелой» истребитель F-5B (с/н 74-00778) 231-й аэ 21-го крыла Королевских Тайских ВВС. Однако пилотам удалось долететь до аэродрома Удонтхани и совершить посадку.
- 13 февраля 1988 года лаосские бойцы сбили самолёт-наводчик OV-10C (б/н 158403) 411-й аэ 41-го крыла Королевских Тайских ВВС. Пилоты командир эскадрильи п/п-к Сомнуэк Йемсатан и к-н Пайродж Паопраюн катапультировались и были взяты в плен лаосцами.

### Война за Огаден
Использовался всеми сторонами в войне между Эфиопией и Сомали. Известные случаи применения:
- 17 июля 1977 года возле эфиопского города Годе сомалийцами был сбит эфиопский сверхзвуковой истребитель F-5A «Фридом Файтер» (б/н 665) 5-й аэ. Пилот командир эскадрильи полковник Берхану Кебэде катапультировался и был спасён;
- 1 сентября 1977 года у эфиопской деревни Филту сомалийцами был сбит эфиопский сверхзвуковой истребитель F-5E «Тигр» 9-й аэ. Пилот майор Легессе Тефера катапультировался и был взят в плен;
- 13 сентября 1977 года эфиопами сбит сомалийский МиГ-17;
- 24 февраля 1978 года сомалийцами повреждён эфиопский МиГ-21бис (№1075).

### Война за независимость Эритреи
В 1978 году эритрейскими ополченцами из ПЗРК «Стрела» был сбит советский военно-транспортный самолёт Ан-12, погибли от 8 до 12 советских военных.

### Ирано-иракская война
Применялись обеими сторонами. Известные случаи:
- Для защиты транспортного сообщения кораблей между портами Бушир и Бендер-Хомейни на кораблях ВМС Ирана размещались отделения ПЗРК «Стрела-2». Первые попытки применения иранцами «Стрел» привели только к потерям своей же авиации. 26 сентября 1980 года иранские зенитчики на корвете класса La Combattante II Keyvan атаковали воздушную цель, утверждая что им с помощью «Стрелы» удалось "сбить иракский МиГ", при поисках обломков сбитой целью оказался истребитель F-4E «Фантом» ВВС Ирана, были найдены тела убитых иранских пилотов — майора Мохаммади и младшего лейтенанта Джаффари. На следующий день, утром 27 сентября, иранский корвет Keyvan увидел пару самолётов и опять «Стрелой» сбил свой же «Фантом», погибли иранские лётчики старший лейтенант Кадходай и младший лейтенант али Акбари. Второй «Фантом» смог уйти от атаки своего корабля, но доклад моряков дошёл до позиций ПВО на берегу и он также был уничтожен другой ракетой. В результате расследования инцидентов выяснилось, что иранские зенитчики ошибочно приняли свои самолёты за «иракские МиГи»[52].
- В ходе операции «Сорок Звёзд» в 1988 году произошёл один из последних случаев применения ПЗРК в этом конфликте. 19 июня в районе Мехрана во время разведывательной миссии МЕК из ПЗРК «Стрела-2» сбили иранский вертолёт AB.206B. Погиб весь экипаж три человека, в том числе капитан Хусейн Пашай[53][54].

С иракской стороны было много случаев стрельбы из ПЗРК «Стрела-2» по своим самолётам, много самолётов было потеряно.

### Война в Афганистане
В ходе войны в Афганистане моджахеды из ПЗРК «Стрела-2» сбили как минимум 8 советских самолётов и вертолётов. В частности, в 1984 году сбит военно-транспортный самолёт Ил-76, за 1986 год «Стрелами» были сбиты один штурмовик Су-25, три вертолёта Ми-24 и по одному Ми-6 и Ми-8. По другим данным, в ходе только одной операции[какой?] из ПЗРК «Стрела-2» было сбито 8 вертолётов Ми-8. Также зафиксирован случай сбития афганского военно-транспортного Ан-26.
12 мая 1987 года в ущелье Абчикан группой советского десанта был разгромлен караван талибов[уточнить], были захвачены 16 ПЗРК «Стрела-2» китайского производства, кроме того 1 ПЗРК был уничтожен.

### Война в Чаде
Применялись ливийцами и чадцами. 28 марта 1987 года над Файа Ларжо из ПЗРК Стрела-2 был сбит Mirage 5 ВВС Ливии, пилот погиб.
24 августа 1987 года над Оуньянга Кебир из ПЗРК Стрела-2 был сбит Mirage 5 ВВС Ливии, пилот к-н Абдель Салофара взят в плен.

### Война в Ливане
Весной 1981 года для защиты воздушного пространства Ливана из Сирии были развёрнуты 47 отделений ПЗРК «Стрела-2» (т.е. около 150 пусковых установок). По данным Сирии до июня 1982 года с помощью «стрел» были сбиты 10 израильских летательных аппаратов.
Известные инциденты:
- 6 июня 1982 года палестинцы из ПЗРК «Стрела-2» сбили израильский штурмовик A-4 «Скайхок», пилот был взят в плен[62].
- 16 сентября 1983 года друзы отразили налёт штурмовиков «Хантер» ВВС Ливана на Соук эль-Гарб. Один из самолётов был поражён «Стрелой», пилот катапультировался над территорией размещения войск миссии ООН[63].
- 23 сентября 1983 года самолёт Etendard IVP (б/н 126) ВМС Франции был поражён ракетой ПЗРК «Стрела-2». С тяжёлыми повреждениями самолёт прервал разведывательный полёт и совершил вынужденную посадку на авианосец Foch[64].
- 4 декабря 1983 года группа самолётов A-7E «Корсар» ВМС США попыталась атаковать позиции сирийской артиллерии у Бааль-Бек. В результате пуска ПЗРК «Стрела-2» сирийскими зенитчиками был сбит «Корсар», пилотируемый командиром крыла Эдом Эндрюсом. Эндрюсу удалось дотянуть до побережья Средиземного моря и катапультироваться, A-7 рухнул на дома, где проживали ливанские христиане в портовом городе Джунейх. Пилот был подобран ливанскими военными и передан представителям американского флота[64].

### Гражданская война в Никарагуа
В октябре 1983 года, в ходе гражданской войны в Никарагуа, бойцы СНА из ПЗРК «Стрела-2» сбили самолёт контрас, ставший первым сбитым из ПЗРК в Латинской Америке. Всего за годы войны сандинисты с помощью «стрел» сбили пять самолётов, два C-47 Dacota «контрас», один свой C-47, один Beechcraft Baron «контрас» и один C-123K принадлежавший ЦРУ и действовавший в рамках операции «Иран-Контрас». Контрас также использовали «Стрелы», сбив два вертолёта Ми-8/17 СНА.

### Первая гражданская война в Судане
Применялся суданскими повстанцами, сбившими при помощи ПЗРК «Стрела-2» правительственные F-5F, МиГ-23 и F-6 (МиГ-19).
Уничтожение пассажирского самолёта в Судане с помощью ПЗРК 9K32 Стрела-2
16 августа 1986 года пассажирский самолёт Фоккер F-27 авиакомпании Sudan Airways, совершавший рейс по маршруту Малакаль—Хартум, был сбит боевиками Народной армии освобождения Судана при помощи ПЗРК Стрела-2. В результате трагедии погибли 3 члена экипажа и 57 пассажиров.

### Гражданская война в Руанде
В ходе войны несколько летательных аппаратов лоялистов было сбито ракетами, из них по меньшей мере один относят к огню ПЗРК:
23 октября 1990 года боевой вертолёт Sa.342 Gazelle армии Руанды был сбит пуском ПЗРК «Стрела-2» бойцами РПФ. Пилот майор Каняминбва был тяжело ранен, ко-пилот лейтенант Тулингире погиб.

### Война в Персидском заливе
Перед началом операции «Буря в пустыне» в 1991 году у Ирака имелось около 6500 ракет для комплексов «Стрела-2». Угроза от ПЗРК оценивалась США как низкая, однако понесенные потери были ощутимыми. С помощью них были сбиты по меньшей мере 3 самолёта: 1 A-6E, 1 AV-8B и 1 AC-130, ещё несколько получили повреждения. Также известно, что ПЗРК «Стрела-2» показали высокую эффективность против крылатых ракет.
Известные случаи:
- 17 января группа иракского спецназа вторглась на территорию Саудовской Аравии и недалеко от саудовского города Рафха совершила три пуска «стрел» по американскому вертолёту MH-47 «Python 50», пытаясь увернуться от ракет пилот не справился с управлением и «жёстко» приземлился, переломав стойки шасси, экипаж выжил[75].
- 17 января американский истребитель F/A-18D «Combat 41» был тяжело повреждён попаданием «стрелы» в правый двигатель. Самолёт смог вернуться на аэродром[72].
- 17 января французский ударный самолёт Jaguar A «Jupiter 12» был подбит попаданием «стрелы». С одним горящем двигателем самолёт совершил вынужденную посадку на аэродроме Аль Джубейл[72].
- 31 января в ходе битвы за саудовский город Хафджи одним пуском «стрелы» был сбит американский самолёт огневой поддержки AC-130 Spectre Gunship «Spirit 03», весь экипаж из 14 человек погиб[73].
- 2 февраля во время морского сражения у острова Файлака, пуском «стрелы» с иракского корабля был сбит американский штурмовик A-6E Intruder «Heatless 531», оба пилота были убиты[72].
- 27 февраля к северо-западу от Кувейт-Сити пусками «стрел» был сбит американский ударный самолёт AV-8B Harrier II «Magic 14», пилот был убит[72].

### Война в Абхазии
Зафиксировано сбитие грузинского штурмовика Су-25 из ПЗРК «Стрела-2» в июле 1993 года.
Некоторые российские источники утверждают, что 21 сентября 1993 года пассажирский самолёт Ту-134 авиакомпании Transair Georgia был сбит абхазскими войсками с применением ПЗРК «Стрела-2». Сами абхазцы, сбившие самолёт, говорили что использовали ПЗРК Stinger. Погибли 27-28 человек, в том числе американская журналистка Александра Татл.

### Война в Чечне
4 октября 1994 года учебно-боевой самолёт L-39C ВВС Чечни в районе посёлка Горагорск был сбит из ПЗРК «Стрела-2» войсками оппозиции Завгаева, оба пилота Али Мусаев и Делаль Дадаев погибли.

### Инцидент в Иране
- 7 сентября 1996 года боевики поддерживаемые Саудовской Аравией сбили иранский боевой вертолёт AH-1J. По вертолёту был произведён пуск из ПЗРК «Стрела-2». В результате крушения «Кобры» пилот майор Маохаммад-Реза Хаш Шенас и оператор майор Мохаммад-Реза Рашиди погибли, несмотря на попытки вертолёта ПСС Bell 214A их спасти[82].

### Турецко-курдский конфликт
В мае-июле 1997 года Турция при поддержке авиации осуществила вторжение на территорию северного Ирака (операция «Кувалда»), где столкнулась с курдским ополчением, вооружённым ПЗРК «Стрела-2М».
- 18 мая 1997 года, на четвёртый день операции, курды в горном районе Зап пуском одной «Стрелы» сбили турецкий боевой вертолёт AH-1W «Супер Кобра», оба члена экипажа которого погибли[83].
- 4 июня 1997 возле Хаккари курды одним пуском «Стрелы» сбили турецкий полицейский вертолёт AS-532UL Cougar. Весь экипаж из трёх человек и восемь пассажиров погибли, причём четыре из них были пилотами турецких истребителей «Фантом», вылетевших для ознакомления с местом для нанесения удара[83].

По данным Михаила Жирохова в мае 1999 года курды в течение одного дня пусками «стрел» сбили три турецких вертолёта.

### Вторжение в Йемен
14 марта 2016 года истребитель Мираж 2000 ВВС ОАЭ в Йемене был сбит из ПЗРК «Стрела-2», оба пилота погибли. Поражение самолёта произошло в момент, когда пилоты заходили для атаки на малой высоте на позиции повстанцев.

### Гражданская война в Сирии
24 января 2013 года вертолёт Ми-17 ВВС Сирии был сбит из ПЗРК «Стрела-2», четыре члена экипажа погибли.